# Андрић и Гоја (филм)
Андрић и Гоја је југословенски филм из 1984. године. Режирао га је Славенко Салетовић, а сценарио је писао Мухарем Первић.

## Улоге
| Глумац              | Улога          |
| ------------------- | -------------- |
| Љуба Тадић          | Гоја           |
| Михајло Јанкетић    | Иво Андрић     |
| Ферид Караица       |                |
| Иван Клеменц        |                |
| Стеван Миња         | Власник кафане |
| Љиљана Седлар       |                |
| Лидија Вукићевић    |                |
| Миленко Заблаћански |                |
| Франциско Жегарац   | Дете           |
| Бранислав Зеремски  |                |
| Михајло Плескоњић   |                |